# 偏差値

正規分布における偏差値の分布。

偏差値（へんさち、英: T-score）とは、データの値を、平均50、標準偏差10のデータに変換（標準化）した時の値で、個々のデータについて平均からどれだけ離れているか感覚的に現す方法である。データの単位を消して一律の指標として表すことを目的とするので、結果的に無次元数となる。
以下の計算式で求められる。
データが正規分布に従う場合、偏差値50がもっとも頻度が高く、偏差値50から離れるにつれて頻度が下がる。このとき全データのうち偏差値40～60の範囲に含まれる割合は約68%であり、偏差値30～70では約95%である。
学力試験・テストに導入されている学力偏差値は、受験者の得点が受験者全体の中でどの程度高い（低い）位置にあるかを知ることができる指標である。一般的なテストでは通常、偏差値は25（下位0.62%）から75（上位0.62%）程度の範囲に収まることが多いとされる。しかし、極端な分布では、偏差値が100を超えたりマイナスになることもありえる。
受験業界において「偏差値」という言葉は、予備校などが発表する一般入試の合格目安となる模試の偏差値（合格者の平均偏差値やボーダー偏差値）を指すことがよくある（→ 学力偏差値を参照）。

## 特徴

正規分布における偏差値とその他の尺度の比較。

偏差値とは、データを平均50、標準偏差（スケール）を10に標準化したときの値のことである。異なるデータでの偏差値の比較は、データが正規分布に近いことを前提としている。したがって、データが正規分布に大きく従わない場合は、偏差値は必ずしも適切な指標とはいえない（平均が最頻値であることが望ましい）。
正規分布であるデータにおいて、平均50からの±10区間（偏差値40～60）は全体の約68.3%、±20区間（30～70）は約95.4%、±30区間（20～80）は約99.7%、±40区間（10～90）は約99.994%、±50区間（0～100）は約99.99994%である。
- 偏差値60以上（あるいは40以下）は、上位（下位）15.9%。
- 偏差値70以上（あるいは30以下）は、上位（下位）2.3%。
- 偏差値80以上（あるいは20以下）は、上位（下位）0.13%。
- 偏差値90以上（あるいは10以下）は、上位（下位）0.003%。
- 偏差値100以上（あるいは0以下）は、上位（下位）0.00003%。

例えば、全受験者数が100万人の学力試験の場合、偏差値80以上の者は、約1300人となる。
偏差値は全ての実数を取りうるが、偏差値が±50区間（0～100）を外れる割合は非常に低く、約0.000057%、つまり約200万分の1しかない。
偏差値を用いた比較や評価は、元の数値が持つ特性に依存する。偏差値への変換はデータの相対的な大小関係を維持するため、学力テストの得点のように一般に高い方が良いとされる場合は、偏差値も高い方が良い値となる。また、ゴルフのスコアのように低い方が良いとされる場合は、偏差値も低い方が良い値となる。部品の寸法のように目標に近い方が良い場合は、通常は偏差値に変換すると50前後が良い値で、そこから大きく離れると悪い結果となる場合がある。

## 数式による表記
データの値 xi に対する偏差値 Ti は次の式で定義される。
{\displaystyle T_{i}={\frac {10(x_{i}-\mu )}{\sigma }}+50}
ここで、
{\displaystyle {\begin{aligned}&\mu ={\frac {1}{N}}\textstyle \sum \limits _{i=1}^{N}x_{i}\\&\sigma ={\sqrt {{\frac {1}{N}}{\textstyle \sum \limits _{i=1}^{N}(x_{i}-\mu )^{2}}}}={\sqrt {{\frac {1}{N}}{\textstyle \sum \limits _{i=1}^{N}{x_{i}}^{2}-{\mu }^{2}}}}\\\end{aligned}}}
N：データの大きさ、xi：データの各値、μ：平均値、σ：標準偏差
なお、分子 xi − μ は偏差である。特に、値 xi が平均値 μ に等しいときは、偏差が0となり、偏差値は50となる。また、値 xi が全て等しいときは、標準偏差 σ = 0 となり、偏差値がこの式では定義できない。そのときは、全てのデータの偏差値を50とすることがある。

### 異なる定義
上が標準的な偏差値の定義である。偏差値は多くの場合、データが正規分布に近いことを前提として使用される。しかしデータが正規分布と大きく異なる場合、偏差値は正規分布のときとは異なる意味をもち、単純な比較が困難となる。データが正規分布でないときにも正規分布との関連性を持たせるため、分布の形状を強引に正規分布に変換して偏差値を定義する場合がある。具体的には次の式を用いて、注目するデータのパーセンタイル順位を偏差値Tに変換する。
{\displaystyle T=10\Phi ^{-1}\left(p\right)+50}
ここでΦ-1(p)は標準正規分布の累積分布関数の逆関数、pはパーセンタイル順位を100で割った値（0＜p＜1）である。データの値が全て異なる場合には、データを小さい順に並び替え、その小さい方からi番目のデータに対して p = (i - 0.5) / Nを用いる。i=1,2,3…Nで、0.5を引くのはパーセンタイル順位が区間[0,100]で対称的に分布するようにするため。より一般に、データに同じ値がある場合には p = (cf - 0.5F) / Nを用いる。ここでcfは累積度数（注目する値以下のデータの数）、Fは度数（注目する値と等しいデータの数）である。

## 歴史
河合伊六によると、検査結果の表示法として偏差値が用いられるようになったのは知能検査が最初であり、その後やがて、偏差値による表示法は学力検査にも適用されるようになり、性格検査やその他の得点の表示法として広く用いられるようになった。
Tスコア（偏差値）、すなわち測定結果を平均50、標準偏差10で表示する方法を最初に始めたのは教育心理学者のウィリアム・マッコール（William A. McCall, 1891-1982）であり、1922年のことである。マッコールはエドワード・ソーンダイク（Thorndike）とルイス・ターマン（Terman）の頭文字をとってTスコアと名付けた。
田中寛一によれば、日本にこの方式を導入したのは1925年の丸山良二である。丸山の1926年の論文では、知能偏差値と学力偏差値が論じられている。また丸山と田中寛一の1929年の共著本でも偏差値について論じている。
日本で最初に偏差値方式を採用した知能検査は、1936年の田中B式知能検査である。1943年に発表された性格検査のミネソタ多面人格目録ではTスコアが採用された。
1957年に東京の中学校教師である桑田昭三が偏差値を進路指導に用い始めた。日本では学力テストで偏差値が普及し、1970年代前半には、全国津々浦々の地方の業者テストや学習塾などにまで偏差値が広まるようになる。
Tスコアを使う検査の例に、ADHDを検査するコナーズ評価尺度がある。

## 用例

### 元来の意味による使用例
- 学力検査の結果を表す学力偏差値は、入学試験の合格率の判定などに広く使われている[21]。
- 知能検査の結果を表す知能偏差値は、教育などに役立てるために、知能指数などとともに使われている[22]。

### 比喩、例え、俗語、スラングによる使用例
- 何らかの格付けとして、比喩的に「○○偏差値」という言葉や概念が用いられることがある（恋愛偏差値、顔面偏差値、就職偏差値など）。
  - 顔面偏差値 - 顔の容姿の良し悪しを、偏差値の形式で評価したスラング。数値で評価されることもあるが、「イケメン（美女）である」ことの言い換えとして「顔面偏差値が高い」という表現が用いられることもある[23]。
  - 恋愛偏差値 - 自分の思うとおりに恋愛を進める能力のこと[24]。2002年には同タイトルのドラマ「恋愛偏差値」が制作された。